# Nowo Paniczarewo
Nowo Paniczarewo (bułg. Ново Паничарево) – wieś w Bułgarii, w obwodzie Burgas, w gminie Primorsko. W 2023 roku liczyła 1009 mieszkańców.